# Musée de l'Holographie
Musée de l'Holographie (Muzeum holografie) bylo muzeum v Paříži, které se specializovalo na holografii. Muzeum bylo sice pro veřejnost uzavřeno v roce 1996, ale své sbírky stále vystavuje na dočasných výstavách ve Francii i v zahraničí.

## Historie
Muzeum bylo otevřeno 25. března 1980 ve 4. obvodu, po založení sídlilo na adrese Rue Beaubourg č. 4 a v červenci 1982 se přemístilo do Forum des Halles. V dubnu 1996 bylo pro návštěvníky uzavřeno a od té doby vystavuje své exponáty na výstavách v jiných muzeích, v Paříži samotné nejčastěji v Palais de la découverte.